# Podvranić
Podvranić es un pueblo ubicado en el municipio de Široki Brijeg, en el cantón de Herzegovina Occidental, Bosnia y Herzegovina.

## Superficie
Posee una superficie de 2,75 kilómetros cuadrados.

## Demografía
Hasta 2013 la población era de 150 habitantes, con una densidad de población de 54,6 habitantes por kilómetro cuadrado.